# کاتلین بایرون
کاتلین بایرون (انگلیسی: Kathleen Byron؛ ‏ ۱۱ ژانویهٔ ۱۹۲۱ – ۱۸ ژانویهٔ ۲۰۰۹) یک هنرپیشه اهل بریتانیا بود. وی بین سال‌های ۱۹۳۸ تا ۲۰۰۱ میلادی فعالیت می‌کرد.
از فیلم‌ها یا برنامه‌های تلویزیونی که وی در آن نقش داشته‌است، می‌توان به نرگس سیاه، اما، فراطبیعی و مسئله زندگی و مرگ اشاره کرد.